# Región de Agadez
La región de Agadez es una de las siete divisiones administrativas de primer nivel de Níger, cuya capital es la ciudad de Agadez. Cubre un área de 667 799 km². Limita con Argelia, Libia y Chad.
En 2012 tenía 487 620 habitantes.

## Localización
Se ubica en el norte del país y tiene los siguientes límites:
| Noroeste: Provincia de Tamanrasset, Argelia | Norte: Provincia de Illizi, Argelia      | Noreste: Distrito de Murzuk, Libia |
| Oeste: Región de Kidal, Mali                |                                          | Este: Región de Tibesti, Chad      |
| Suroeste: Región de Tahoua                  | Sur: Región de Maradi y región de Zinder | Sureste: Región de Diffa           |

## Descripción y pueblos
La región de Agadez representa el 52% del área total de Níger. A pesar de su tamaño, Agadez está escasamente poblada: sus 321 639 habitantes representan solo el 2.9% de toda la población del país, con una densidad de población de 0.5 personas por kilómetro cuadrado. La región incluye la vasta porción del desierto del Sáhara conocida como Ténéré, mares de dunas como el erg de Bilma, y el macizo montañoso del Aïr. Buena parte de su población está formada por pueblos nómadas o seminómadas como los tuareg, los toubou o los fula wadoobe. Existen asentamientos de kanuri (en el este), hausas y songhai y en los pueblos y oasis.

## Economía
Recorridos durante siglos por el comercio transahariano, los pueblos de los oasis del Aïr y los Acantilados de Kaouar son conocidos por sus huertos, producción de sal y cultivo de dátiles. Hacia finales de los años 1990, el turismo se convirtió en una importante industria, y la ciudad del uranio de Arlit provee cerca del 20% de las reservas de divisas del país. La insurgencia tuareg contra el gobierno de Níger en los años 1990 y mediados de los 2000 y las sequías de los años 1970, 1980 y 2002 condujeron a crisis humanitarias y dañaron la economía regional.

## División administrativa
Luego de la reforma territorial de 2011, Agadez está dividido en los siguientes seis departamentos:
- Aderbissinat (comuna-departamento)
- Departamento de Arlit (capital: Arlit)
- Departamento de Bilma (capital: Bilma)
- Departamento de Iferouane (capital: Iferouane)
- In-Gall (comuna-departamento)
- Departamento de Tchirozérine (capital: Tchirozérine)